# Mod python
mod_python — модуль для вебвервера Apache, котрий інтеґрує до нього мову програмування Python. Його метою є заміна Common Gateway Interface (CGI), як методу виконання сценаріїв Python на вебсервері Apache.
Його перевагами є більша швидкість виконання і підтримка даних над багаторазовими сесіями.

## Історія
Першу версію mod_pythoh у 2000-му році випустив Ґреґорі Трубецкой (Gregory Trubetskoy). У вересні 2002 він був подарований Apache Software Foundation, і став частиною проекту вебсервера Apache.

## Ресурси тенет
- Офіційний майданчик тенет mod_pythoh [Архівовано 10 жовтня 2006 у Wayback Machine.]